# Марк Рібо
Марк Рібо (англ. Marc Ribot); нар. 21 травня 1954) — американський гітарист і композитор.
Записав 17 дисків з Джоном Зорном. Вважався головним музичним партнером Тома Вейтса, звучання гітари Рібо стало фірмовим знаком найкращих альбомів Вейтса. Один із засновників та головних ідеологів руху «Радикальна єврейська культура». .

## Дискографія
- Rootless Cosmopolitans (1990)
- Requiem for What's His Name (1992)
- Marc Ribot Plays Solo Guitar Works of Frantz Casseus (1993)
- Shrek (1994)
- The Book of Heads (1995)
- Don't Blame Me (1995)
- Shoe String Symphonettes (1997)
- The Prosthetic Cubans (1998)
- Yo! I Killed Your God (1999)
- Muy Divertido! (2000)
- Saints (2001)
- Inasmuch as Life Is Borrowed (2001)
- Scelsi Morning (2003)
- Soundtracks Volume 2 (2003)
- Spiritual Unity (2005)
- Asmodeus: Book of Angels Volume 7 (2007)
- Exercises in Futility (2008)
- Party Intellectuals (2008)
- Silent Movies (2010)
- Your Turn (2013)